# Lutz-en-Dunois
Lutz-en-Dunois település Franciaországban, Eure-et-Loir megyében. Lakosainak száma 375 fő (2018. január 1.). Lutz-en-Dunois Thiville, Châteaudun, Civry, Jallans és Moléans községekkel határos.

## Népesség
A település népességének változása:
| Lakosok száma | 363  | 386  | 370  | 422  | 392  | 429  | 439  | 415  | 380  | 375  |
|               | 1968 | 1975 | 1982 | 1990 | 1999 | 2011 | 2013 | 2015 | 2017 | 2018 |